# Linda Kohen

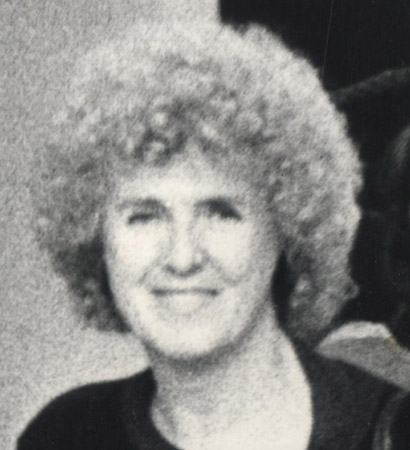
Linda Kohen

Linda Kohen, eigentlich Linda Olivetti Colombo, (* 28. Oktober 1924 in Mailand, Italien) ist eine uruguayische Malerin.

## Leben
Die unter dem Künstlernamen Linda Kohen, der sich aus ihrem tatsächlichen Vornamen und dem Nachnamen ihres Mannes zusammensetzt, auftretende Künstlerin wurde in Italien geboren, lebt jedoch seit 1940 – mit Unterbrechungen – in Montevideo und besitzt die uruguayische Staatsbürgerschaft. Ihre künstlerische Ausbildung absolvierte sie sowohl bei Pierre Fossey (Zeichnen) in dessen an der Plaza Independencia gelegenem Studio, als auch bei Eduardo Vernazza (Malen und Zeichnen). Von 1949 bis 1970 war sie Mitglied des Torres García-Ateliers (Taller Torres Garcia) und  arbeitete dort mit José Gurvich, Julio Alpuy und Augusto Torres. Als sie 1946 heiratete, ging sie für zwei Jahre nach Buenos Aires und studierte dort ebenfalls Malerei bei Horacio Butler in der Calle Arenales und nahm an Zeichen-Sessions im in der Calle Florida gelegenen Circulo de Bellas Artes teil. In jener Zeit kam auch ihre Tochter Martha zur Welt. 1950 gebar sie dann ihren Sohn Roberto. Nach dem Tod ihres Vaters 1955 und dem darauffolgenden Ableben ihrer Großmutter legte sie in der zweiten Hälfte der 1950er Jahre eine ca. vierjährige Schaffenspause ein.
Während der Zeit der Diktatur in Uruguay lebte sie von 1979 bis 1985 in Brasilien.

## Ausstellungen
Die erste Einzelausstellung ihrer Werke fand 1971 in der Galería Moretti in Montevideo statt. Es folgten zahlreiche Einzelausstellungen in Museen und Galerien nicht nur in Uruguay und ihrem Geburtsland Italien, sondern auch in São Paulo, Rio de Janeiro, Buenos Aires, Rosario oder Washington. Dazu gehörte 1984 die Ausstellung Assis Chateaubriand im Museu de Arte de São Paulo, diejenige im Museum der Organisation Amerikanischer Staaten (OEA) in Washington im Jahre 1985 oder die Ausstellung 1994 im Museo de Arte Moderno in Buenos Aires. Auch an diversen Gemeinschaftsausstellungen nahm sie seit 1949 teil.